# NGC 1833
NGC 1833 je otvoreni skup u zviježđu Stolu. 

## Vanjske poveznice
- SEDS: NGC 1833